# 四國足球聯賽
四國足球聯賽（日语：四国サッカーリーグ，簡稱SSL）是日本四國地區的足球聯賽，覆蓋四國四縣（香川縣、德島縣、愛媛縣和高知縣），它是日本九個地區聯賽之一。
可以把J3聯賽和日本足球聯賽（JFL）當作是並列在第3級別，但如果把JFL算作是第4級別，四國聯賽就相當於第5部。